# Ernesto Finance
Ernesto Finance Bravo (Puebla de Zaragoza, México, 15 de enero de 1891 - Guadalajara, Jalisco, 16 de febrero de 1974), fue un actor mexicano, especialmente conocido por sus participaciones en películas protagonizadas por el actor cómico, Mario Moreno "Cantinflas".

## Filmografía selecta
- Por mis pistolas (1938)
- El látigo (1939)
- Simón Bolívar (1942)
- ¡Esquina bajan! (1948)
- Músico, poeta y loco (1948)
- El mago (1949)
- San Felipe de Jesús (1949)
- Una gringuita en México (1951)
- El siete machos (1951)
- El bombero atómico (1952)
- Si yo fuera diputado... (1952)
- Caballero a la medida (1954)
- Abajo el telón (1955)
- Magdalena (1955)
- Los bandidos de Río Frío (1956)
- Cómicos y canciones (1960)